# Port lotniczy Santa Fe
Port lotniczy Santa Fe (IATA: SAF, ICAO: KSAF) – port lotniczy w Santa Fe, w stanie Nowy Meksyk, w Stanach Zjednoczonych.